# Jan Pavlíček
Jan Pavlíček (* 10. října 1927 Praha) je český matematik a vysokoškolský pedagog.

## Život
Narodil se v rodině strojního zámečníka. V roce 1933 začal navštěvovat obecnou školu. Protože továrna, ve které otec pracoval, se v roce 1937 přesídlila do Belgie, rodina se přestěhovala do jejího nového sídla. Jan zde navštěvoval francouzské školy. V roce 1940 po okupaci Belgiue nacisty se rodina vrátila do Prahy. Zde dokončil školní docházku a v letech 1942-1946 studoval na Vyšší elektrotechnické průmyslové škole.
Po maturitě  studoval matematiku na Přírodovědecké fakultě Univerzity Karlovy. Studium ukončil státní zkouškou v roce 1951. Na základě disertační práce Základy neeuklidovské geometrie Lobačevského byl v roce 1953 promován doktorem přírodních věd. Pracoval na Vysoké škole speciálních nauk při ČVUT. Od roku 1950 pracoval na Přírodovědecké fakultě Univerzity Karlovy, v roce 1955 se stal odborným asistentem. V roce 1959 přešel na ČVUT, kde pracoval nejprve na fakultě ekonomicko-inženýrské, později na fakultě stavební. Zde učil především studenty zeměměřického oboru.